# Éric Verdin
Pour les articles homonymes, voir Verdin.
Éric Verdin est un comédien, auteur et metteur en scène français.

## Biographie
Éric Verdin étudie à l’École supérieure d'art dramatique de Paris (ESAD) de 1992 à 1995 avec notamment Jacques Seiler, Didier Sandre, Roland Bertin, Michelle Marquais, Danielle Lebrun.
Il se forme aussi à l'École internationale de mimodrame Marcel-Marceau (1992) avec Emmanuel Vacca et Elena Serra, à l’Institut d’études théâtrales de Paris III (1990-1993) et à la Commedia dell'arte chez Aria Teatro avec Emmanuel Vacca et Luca Franceschi (1994).
Il a fondé et assuré la direction artistique du Théâtre Gérard-Philipe de Meaux de 1992 à 1995,.

## Théâtre

### Comédien
- 1993 :
  - En attendant Godot, de Samuel Beckett, mise en scène et rôle de Lucky, T.G.P. de Meaux.
  - Loin de Sakhaline, d'après des nouvelles d'Anton Tchekhov, mise en scène Ariane Bourrelier, Théâtre du Roseau.
  - La Peau des Autres, de Jordan Plevnes, mise en scène Jacques Seiler, rôle de Naüm Brodsky, Théâtre Silvia Monfort.
- 1994 :
  - George Dandin, de Molière, mise en scène Christophe Boudé, rôle de Clitandre, Espace Jemmapes et tournée.
  - Naïves hirondelles, de Roland Dubillard, mise en scène Jacques Seiler, rôle de Bertrand, ESAD de Paris.
  - Les Précieuses ridicules, mise en scène Patricia Giroud, rôle de Jodelet, T.G.P. de Meaux.
  - Roberto Zucco, de Bernard-Marie Koltès, mise en scène et rôle de Roberto Zucco, T.G.P. de Meaux.
- 1995 :
  - La Dispute, de Marivaux, mise en scène Ariane Bourrelier, rôle de Mesrin, Théâtre du Funambule.
  - Les Fâcheux, de Molière, mise en scène Jean-Christophe Dollé, T.G.P. de Meaux.
  - Cucurbitapepo ou la Migraine du Siècle, coécrit et joué avec Jean-Christophe Dollé et Mathieu Valet, mise en scène Laurent Collombert.
- 1996 :
  - Les Fausses Confidences, de Marivaux, mise en scène Jean-Pierre Hané, rôle de Dubois, Théâtre Mouffetard, Lucernaire, et tournée.
  - Vernissage, de Vaclav Havel, mise en scène Eric Rouquette, rôle de Michaël, Théâtre de Proposition.
- 1997 : On ne badine pas avec l'amour, d'Alfred de Musset, mise en scène Jean Darnel, rôle du Baron, Lucernaire et tournée.
- 1998 :
  - Les Folies concertantes, trois courtes pièces d'Alfred Jarry, Raymond Radiguet et Boris Vian, mise en scène Jacques Seiler, Théâtre Déjazet.
  - La Pétillante Soubrette, de Carlo Goldoni, mise en scène Isabelle Andréani, Théo Théâtre, Lucernaire et tournée.
- 1999 :
  - Vous me demandez un texte..., création musique et théâtre contemporains, avec le trio A Piacere, récitant, CNR de Rouen et tournée.
  - L'Avare, de Molière, mise en scène Marie-Silvia Manuel, rôle de Valère, Théâtre Montansier et tournée.
- 2000 :
  - Après la pluie, de Sergi Belbel, mise en scène Marion Bierry, rôle du Programmeur, Théâtre de Poche Montparnasse.
  - Turcaret, de Lesage, mise en scène Michel Galabru, rôle du Marquis, tournée.
  - Heureusement que vous êtes là, d'après les Diablogues, de Roland Dubillard, mise en scène Jacques Seiler, Théâtre de Poche Montparnasse.
- 2001 : Les joyeuses commères de Windsor, de William Shakespeare, mise en scène Marie-Silvia Manuel, rôle de Slender, Théâtre Montansier et tournée.
- 2002 :
  - Le Killer, de et mise en scène Jean-Christophe Dollé, rôle de M. Eric, Théâtre Clavel.
  - Macbeth, de William Shakespeare, mise en scène Elio Suhamy, rôle de Lady Macbeth, Festival du Lubéron.
- 2003 :
  - La Cuisine d’Elvis, de Lee Hall, mise en scène Marion Bierry, rôle de Stuart, Théâtre de Poche Montparnasse.
  - Moi, d'Eugène Labiche, mise en scène Michel Galabru, tournée.
- 2004 :
  - Musée haut, musée bas  de Jean-Michel Ribes, mise en scène de l'auteur, Théâtre du Rond-Point. Reprise en 2005 et tournée.
  - Fallait rester chez vous, têtes de nœuds, de Rodrigo Garcia, mise en scène Pascal Antonini, Le Colombier, Bagnolet.
  - Portrait de Famille, de Denise Bonal, mise en scène Marion Bierry, rôle de Patrick, Théâtre de Poche Montparnasse.
- 2005 : Laisse-moi te dire une chose, de Rémi de Vos, mise en scène Stéphane Fiévet, rôle du Fils, Le Salmanazar - Epernay puis Théâtre Mouffetard.
- 2006 :
  - Cinna, de Pierre Corneille, mise en scène Daniel Mesguich, rôle de Maxime, Le Volcan - Le Havre, puis tournée.
  - Boulevard du Boulevard du Boulevard, mise en scène Daniel Mesguich, rôle de Pontagnac, Théâtre du Rond-Point et tournée.
- 2007 : Nekrassov, de Jean-Paul Sartre, mise en scène de Jean-Paul Tribout, rôle de George de Valera / Nekrassov, Théâtre 14 et tournée.
- 2008 :
  - Du Cristal à la Fumée, de Jacques Attali, mise en scène Daniel Mesguich, Théâtre du Rond-Point.
  - Dom Juan de Molière, mise en scène Jean-Marie Villégier, rôle de Dom Juan, Théâtre de l’Ouest Parisien, Festival de la Bâtie d'Urfé et tournée.
- 2009 : Les Peintres au Charbon, de Lee Hall, mise en scène Marion Bierry, rôle de Harry Wilson, création en résidence au théâtre du Passage-Neuchâtel, tournée, reprise en 2010 au Théâtre Artistic Athévains.
- 2010 : La Ronde, d'Arthur Schnitzler, mise en scène Marion Bierry, rôles du Soldat, de l'Homme Marié et de la Comédienne, Théâtre de Poche Montparnasse, Théâtre du Girasole Avignon Festival Off et tournée.
- 2011 :
  - Kaspar, de Peter Handke, mise en scène Pascal Antonini, rôle de Kaspar, Théâtre de l'Opprimé.
  - Hilda, de Marie NDiaye, mise en scène Pascal Antonini, rôle de Franck, Espace Ventura, Garges.
- 2012 :
  - La Veuve ou le Traître trahi, de Pierre Corneille, mise en scène Marion Bierry, rôle d'Alcidon, Théâtre du Roi René, festival d'Avignon Off.
  - Monsieur, Blanchette et le Loup, de José Pliya, mise en scène Pascal Antonini, rôle du Loup, Espace Ventura, Garges.
- 2013 : Collaboration, de Ronald Harwood, mise en scène Georges Werler, rôle de Hans Hinkel, Théâtre des Variétés, tournée, Théâtre de la Madeleine.
- 2014 : Trahisons, de Harold Pinter, mise en scène Daniel Mesguich, rôle de Jerry, festival d'Avignon, Théâtre du Chêne Noir et tournée.
- 2015 : Le Roi Lear de William Shakespeare, mise en scène Jean-Luc Revol, rôle de Cornwall, Théâtre de la Madeleine et tournée.
- 2016 : À Quand La Mer, écrit et mis en scène par Manuel Durand, rôle du Père, Théâtre de l'Opprimé, puis Avignon Off 2017, Théâtre La Luna.
- 2017 :
  - La Queue du Mickey, écrit et mis en scène par Florence Muller et Éric Verdin, rôle de Vincent-François-Paul, festival d'Avignon - Théâtre des 3 Soleils et tournée.
  - Le Mariage de Figaro, de Beaumarchais, mise en scène Jean-Paul Tribout, rôle du Comte Almaviva, Avignon Off Théâtre Pandora et tournée.
- 2018 :
  - Dieu Habite Düsseldorf, de Sébastien Thiéry, mise en scène et jeu, festival d'Avignon - Théâtre du Petit Louvre, reprise au Lucernaire, Paris, d'avril à juin 2019.
  - Des amis fidèles, écrit et mis en scène par Eric Rouquette, création au Théâtre du Pavé, Toulouse, repris pour le festival d'Avignon, Théâtre de la Luna.
- 2019 : Palace écrit et mis en scène par Jean-Michel Ribes, Théâtre de Paris.
- 2021-2025 : Un sacre, mise en scène Lorraine de Sagazan, écriture Guillaume Poix, Création à la Comédie de Valence puis reprise au Théâtre Gérard Philipe de St Denis et tournées. Rôle : Thomas.
- 2022-2025 : Gulliver, d'après Jonathan Swift, adaptation et mise en scène Valérie Lesort et Christian Hecq. Création au Théâtre de l'Athénée puis tournées. Rôles : Gulliver, puis L'Empereur.
- 2023/24 : 20000 lieues sous les mers, d'après Jules Verne, adaptation et mise en scène Christian Hecq et Valérie Lesort, Théâtre de la Porte Saint Martin et tournée. Rôle : Capitaine Némo.
- 2024/25 : Leviathan, mise en scène Lorraine de Sagazan, écriture Guillaume Poix, création au Festival In d'Avignon 2024, puis tournée et reprise au Théâtre national de l'Odéon en mai 2025.

### Metteur en scène
- 1993 : En Attendant Godot, de Samuel Beckett, Théâtre Gérard-Philipe de Meaux.
- 1994 : Roberto Zucco, de Bernard-Marie Koltès, TGP de Meaux.
- 1995 : King Arthur, de Henry Purcell, Espace Luxembourg de Meaux, direction musicale Damien Verdin.
- 1998 : Fibra Austral, de Jorge Radic, Espace Luxembourg de Meaux, direction musicale Damien Verdin.
- 2013 : La Beauté, Recherche et Développements, de Florence Muller et Eric Verdin (Avignon Off 2013, 2014 et 2015, Théâtre du Petit St Martin 2013/14, Théâtre du Rond-Point, novembre 2015, et tournées)
- 2014 : Un ami d'enfance, de Benoît Basset, Théâtre des 3 Soleils, Avignon Off 2014.
- 2016 : La Queue du Mickey, de Florence Muller et Éric Verdin, Théâtre des 3 Soleils, Avignon Off 2016 et 2017, puis tournées.
- 2017 : J'admire l'aisance avec laquelle tu prends des décisions catastrophiques[3],[4], de Jean-Pierre Brouillaud, Avignon Off Théâtre des 3 Soleils, tournée et reprise au Studio Hébertot, Paris, de novembre 2018 à Mars 2019.
- 2018 : Dieu Habite Düsseldorf, de Sébastien Thiéry, co-mise en scène Renaud Danner, Théâtre du Petit Louvre Avignon Off, reprise au Lucernaire, avril-juin 2019.
- 2021 : L'un est l'autre, d'après Mari et femme de Régis de Sa Moreira, Théâtre du Girasole, Avignon Off.1990 : Les Bâtisseurs d'Empire ou le Schmürtz, de Boris Vian, Petit Théâtre de Fortune, Meaux.

### Auteur
- 1995 : Cucurbitapepo ou la Migraine du Siècle, coécrit et joué avec Jean-Christophe Dollé et Mathieu Valet.
- 2008 : Un peu de place.
- 2013 : La Beauté, Recherche et Développements (paru chez Actes Sud-Papiers, 2015), coécrit avec Florence Muller, représenté au Théâtre des 3 Soleils, Avignon Festival Off 2013-14-15, au Théâtre du Petit St Martin (octobre 2013 - janvier 2014), au Théâtre du Rond-Point en novembre 2015 et en tournée.
- 2015 : La Queue du Mickey (paru chez Actes Sud - Papiers, 2015), coécrit avec Florence Muller, représenté au Théâtre des 3 Soleils, Avignon Off 2016-17 et tournée, lauréat du Fonds Sacd 2016.

## Filmographie

### Cinéma
- 2008 : Musée haut, musée bas, de Jean-Michel Ribes
- 2014 : Brèves de comptoir de Jean-Michel Ribes
- 2016 : La Fille de Brest, d'Emmanuelle Bercot
- 2017 : Aurore, de Blandine Lenoir
- 2020 :
  - Parents d'élèves de Noémie Saglio
  - De nos frères blessés, de Hélier Cisterne
  - Profession du père, de Jean-Pierre Améris, d'après le roman de Sorj Chalandon
- 2021 : L'Événement[5] d'Audrey Diwan, d'après le roman d'Annie Ernaux
- 2022 :
  - Maigret, de Patrice Leconte, d'après le roman de Georges Simenon
  - Les Folies fermières, de Jean-Pierre Améris[6]
- 2024 : L'attachement, de Carine Tardieu
- 2025 :
  - Dis-moi juste que tu m'aimes, d'Anne Le Ny
  - De Gaulle, d'Antonin Baudry

### Télévision
- 2001 : Turcaret, réalisation Georges Folgoas
- 2004 : Dalida, rôle de Pascal Sevran, réalisation Joyce Bunuel
- 2007 : Sur le fil, réalisation Bruno Garcia
- 2008 :
  - Guy Môquet, un amour fusillé, réalisation Philippe Berenger
  - Engrenages, Saison 2, Épisode 6, rôle de Michel, réalisation Philippe Venault
  - Brigade Navarro, Saison 2, Épisode 1 : En rafale, rôle de Nicolas Gavanon, réalisation Philippe Davin
- 2010 : À la recherche du temps perdu, d'après Marcel Proust, rôle d'Aimé, réalisation Nina Companeez
- 2013 : Détectives, Saison 1, Épisode 1, rôle de Richard Katz, réalisation Lorenzo Gabriele
- 2018 : Vernon Subutex, Saison 1 Épisode 1, rôle de l'Huissier, réalisation Cathy Vernet
- 2020 : Un homme ordinaire de Pierre Aknine

### Courts métrages
- Monsieur l'Abbé, réalisation Blandine Lenoir
- Amour, réalisation Éric Louis
- La Mouche, réalisation Bertrand di Cesare
- Lettres décousues, réalisation Christophe Dorgebray
- Mangez car ceci est ma cigogne, réalisation Sydney Goyvaertz
- Trois petits points, réalisation Clotilde Morgiève
- Mort en scène, réalisation Julien Berteaux
- Tant de cerveaux humains disponibles, réalisation Matthias Hottner

## Distinctions
- Nommé aux Molières 2004 dans la catégorie révélation théâtrale masculine[7].
- L'évènement, d'Audrey Diwan, Lion d'or au Festival de Venise 2021[6].
- Gulliver, Molières 2022 de la mise en scène et de la Création visuelle
- Monsieur l'Abbé, de Blandine Lenoir, nommé aux Césars du meilleur court métrage 2012.
- Après la Pluie, Molière du meilleur spectacle comique 1999.